# 郭台銘

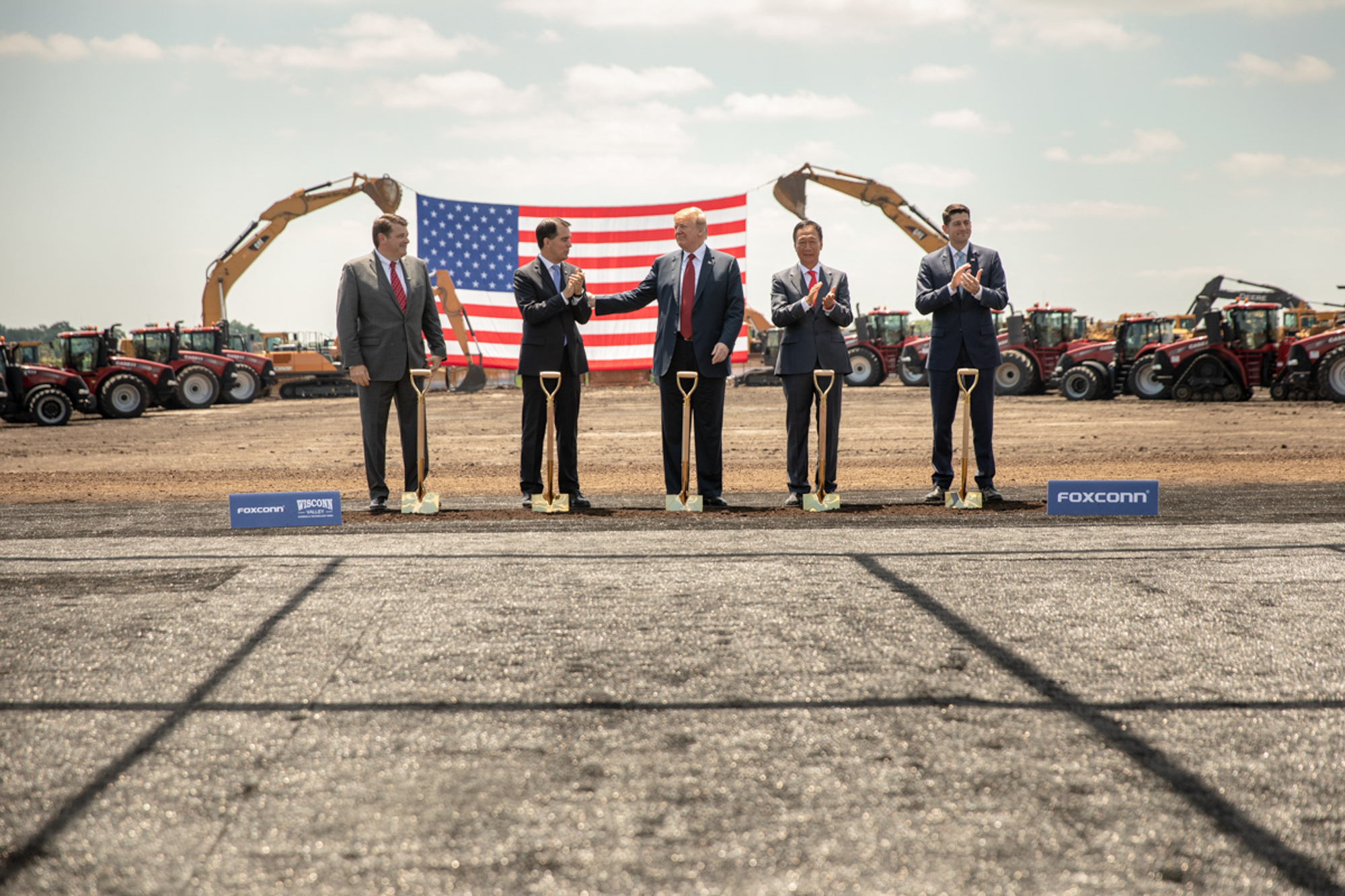
講演者ポール・ライアン、ドナルド・トランプ大統領、ウィスコンシン州知事スコット・ウォーカー、フォックスコン創設者兼最高経営責任者テリー・グー、クリストファー・マードック、ウィスコンシン州でのフォックスコンの起工式

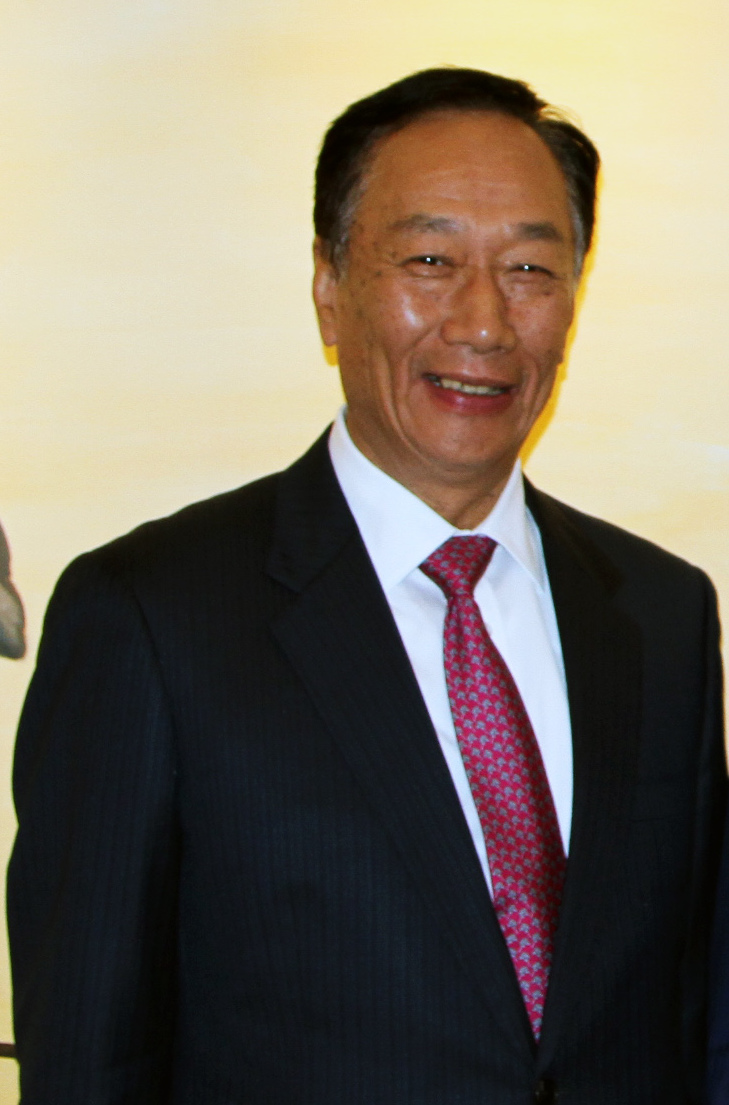
2017年12月6日撮影

郭 台銘（グオ タイミン、かく たいめい、1950年10月18日 - ）は台湾の実業家。鴻海科技（フォックスコン）・鴻海精密工業の創業者。山西省をルーツに持つ外省人二世である。日本でも英語名のテリー・ゴウ（Terry Gou）で呼ばれることがある。
資産家で知られ、雑誌『フォーブス』による2006年度世界長者番付や2007年度世界長者番付に名を連ね、2018年の世界長者番付では総資産額で台湾一であった。

## 経歴

### 生い立ち
1949年に山西省から台湾に移民した両親の長男として1950年に板橋区 (新北市)で生まれた。台北市にある中国海事専科学校（今の台北海洋技術学院）の航運管理科を卒業し、兵役を終えた後、復興航運に入社する。ここで郭は船の手配を担当していた。その後、貿易そのものより、物をやり取りする貿易の基本である「製品」に関心が向くようになる。そして製造業に将来性を感じ、1年間の会社員に終止符を打って起業した。

### 起業
1974年、24歳の頃に投資資本額30万台湾元を集めて「鴻海プラスチック企業有限公司」を設立し、プラスチック製品の製造・加工を始めた。企業名「鴻海」の由来は「鴻飛千里、海納百川（鴻は千里を飛び、海はすべての川を納める）という意味で、企業が大きく羽ばたくよう期待した。
1975年に「鴻海工業有限公司」と改名した。
1988年に改革開放を推し進める中華人民共和国に進出して深圳で最初の製造拠点を設け、その後は世界最大の電子機器受託生産（EMS）企業にフォックスコンを育て上げ、台湾最大の企業に鴻海精密工業を築き、郭は台湾一の富豪となった。

### 政界進出
2019年4月17日、「媽祖に台湾海峡の平和をもたらすよう促された」として2020年中華民国総統選挙への出馬を目指して中華民国総統候補の指名を得るために中国国民党の予備選に参加することを発表した。5月1日にはアメリカ合衆国を訪問、ドナルド・トランプ大統領と面会するなど異例の待遇を受ける。大統領からは、総統の仕事は「タフな仕事」であると忠告された。鴻海精密工業は中国政府から補助金を受け、大陸の工場に中国共産党の支部と3万人を超える共産党員を抱えていることは台湾の立法院から利益相反行為をとるのではないかと懸念されたが、6月21に鴻海の会長（董事長）の職を辞任した。しかし、7月15日に党内の予備選挙にて韓国瑜に敗れ、9月12日に国民党を離党し、16日に「政治に関わることを諦めたわけではない」と述べつつ2020年の総統選への出馬は断念することを表明した。その後、総統選では親民党の宋楚瑜を応援している。
2024年中華民国総統選挙でも国民党公認候補の指名を目指したが、2023年5月17日に新北市長の侯友宜が選出され、これを受け郭は侯を全面支援すると発表した。しかし8月28日には無所属で立候補する意向を表明した。本格的に選挙運動を開始するため鴻海の取締役を辞任し、9月2日の同社発表資料で正式公表。9月14日には副総統候補に女優の頼佩霞を指名すると発表し、9月17日には無所属で総統選挙への立候補届を提出した。無所属の出馬に必要な署名を90万票を集め、選挙管理委員会からも立候補資格を満たすと認められたが、立候補が締め切られた11月24日、「政権交代実現」に向け野党票の分裂回避を理由に不出馬を表明した。国民党の侯友宜候補と台湾民衆党の柯文哲候補の仲介（藍白合作）を試みるも野党候補の一本化は実現できなかった。

### 慈善活動
2021年7月、郭が設立した慈善団体の永齢教育慈善基金会は民間企業の台湾積体電路製造（TSMC）とともに中国の上海復星医薬からビオンテック社のCOVID-19ワクチンを1000万回分購入する契約を締結した。トジナメランをめぐっては、蔡英文総統は台湾政府のワクチン調達を妨害してるとして中国を非難してワクチンが不足している状況にあった。欧州から帰国して隔離中の郭の代わりに郭の従兄弟に当たるTSMCの創業者モリス・チャンの妻の張淑芬（ソフィー・チャン）が、ワクチンを空港で受け取る役割を任された。

### 私生活
24歳時の結婚以来連れ添ってきた前妻とは息子1人と娘1人がいるが、2005年3月に死別した。2007年には弟も亡くしている。
2007年に、19年前の女性投資家との不倫をネタに恐喝されたとして、裁判を起こした。当時、女性との別れ話がこじれた際、女性にベッドインの写真とビデオを撮られ、手切れ金を支払ったが、後年再び金品を要求されたため、女性は訴えられ、警察に3か月収監された。その後、別の男性がこの話を元に恐喝した。
2008年に24歳年下の振付師の女性と再婚し、こちらも息子1人と娘2人を儲けている。

## エピソード
- 1日に最低16時間働き、幹部を夜中の12時に呼びつけて業務報告させたり会議を開くことは日常茶飯事であるとされる。高額の報酬で鴻海にヘッドハントされた優秀な人材の多くが数年で心身を病んで辞めていくという伝説もある[27]。
- 2012年6月18日、郭は、シャープとの技術提携を発表するに当たって「私は日本人を尊重している。日本人は決して後ろから刺したりしない。しかし、高麗棒子は違う」と発言している（高麗棒子は主に中国人・台湾人が使う韓国・朝鮮人の蔑称）[28][29]。 これに対して韓国メディアの『朝鮮日報』は、韓国人を蔑視するものであると批難した[28][29]。
- 台湾学生による立法院占拠が起きた際、「台湾経済は実際のところそんなにひどくもない。経済構造は転換しないとだめだがね。それなのに1回の“通りすがり”、1回の街頭運動でどれだけの社会資源を消耗していることか。民主主義ではメシは食えない。民主主義は経済力に依存しているんだ。競争力、向上力、各種活動の背後にはいずれもコストがあるが、（デモなどの）見えないコストがどれだけ国家のリソースを消費しているか。（…）民主主義はGDPには何の役にもたたない。民主主義が国家の重要な人材、政府のエネルギー、治安維持の警察力を浪費している」と語った[30]。
- 中国共産党総書記の習近平とは親密な関係を持ち[31][32]、習総書記が掲げる中国の夢に関して「中華民族の子孫として血が沸き立つ」と述べた[33]。そのブレーントラストともされる清華大学経済管理学院顧問委員の一人でもある[34]。
- かつて台湾一の富豪だった王永慶（台湾プラスチックグループの創業者）に深く傾倒したことで知られ、その死の際は「台湾の産業に最大の損失」と惜しみ[35]、三跪九叩頭の礼のような仕草をしたことで話題となった[36]。